# Ernst Gräfenberg
Ernst Gräfenberg (Adelebsen,  26 de Setembro de 1881 — Nova Iorque, 28 de Outubro de 1957) foi um médico e fisiologista alemão.
Gräfenberg estudou medicina em Göttingen e Munique, obtendo o seu doutoramento em 10 de Março de 1905. Começou a carreira especializando-se como oftalmologia na Universidade de Würzburg, mas depois passou para o Departamento de Obstetrícia e Ginecologia da Universidade de Kiel, onde publicou artigos sobre a metástase cancerígena (a "teoria Gräfenberg"), e sobre a fisiologia da implantação do ovo humano.

## Biografia
Em 1910 Gräfenberg iniciou trabalho como ginecologista em Berlim, tal como estudos científicos na Universidade de Berlim sobre a fisiologia da reprodução humana. Durante a Primeira Guerra Mundial, serviu como oficial médico, e continuou a publicar artigos, sobretudo em fisiologia feminina.
Em 1929 publicou os seus estudos sobre o anel Gräfenberg, o primeiro DIU para o qual há registos.
Em resultado da ascensão do nazismo na Alemanha, Gräfenberg, como médico judeu, foi forçado a demitir-se em 1933 do cargo de chefia do departamento de Ginecologia e Obstetrícia em Berlin-Britz. Crendo-se seguro, permaneceu na Alemanha. Porém, em 1937, foi preso por alegadamente fazer contrabando de um selo valioso para fora da Alemanha. Graças à intervenção de amigos da Sociedade Internacional de Sexologia, conseguiu escapar da Alemanha em 1940 e emigrar para a Califórnia. Morreu em 28 de Outubro de 1957 em Nova Iorque.

### Estudos fisiológicos
Tornou-se famoso pelo estudo dos órgãos genitais femininos. As suas publicações incluem a seminal The Role of Urethra in Female Orgasm de 1950, na qual descreve a ejaculação feminina, e uma zona erogénia onde a uretra está mais próxima da parede vaginal. Em 1981 os sexólogos John D. Perry e Beverly Whipple chamaram a esta área o ponto de Gräfenberg, ou Ponto G em sua homenagem.